# Bataille d'Almagro
Guerre d'indépendance espagnole
Batailles
- Olivença (01-1811)
- Gebora (02-1811)
- Campo Maior (03-1811)
- 1re Badajoz (04-1811)
- Fuentes de Oñoro (05-1811)
- Albuera (05-1811)
- Usagre (05-1811)
- Cogorderos (06-1811)
- Carpio (09-1811)
- El Bodón (09-1811)
- Aldeia da Ponte (09-1811)
- Arroyomolinos (10-1811)
- Tarifa (12-1811)
- Navas de Membrillo
- Almagro (01-1812)
- 2e Ciudad Rodrigo (01-1812)
- 2e Badajoz (03-1812)
- Villagarcia (04-1812)
- Almaraz (05-1812)
- Maguilla (06-1812)
- Arapiles (07-1812)
- García Hernández (07-1812)
- Majadahonda (08-1812)
- Retiro (08-1812)
- Madrid (08-1812)
- Burgos (09-1812)
- Villodrigo (10-1812)
- Tordesillas (10-1812)
- Alba de Tormes (11-1812) (es)
- San Muñoz (11-1812)

La bataille d'Almagro s'est déroulée le 16 janvier 1812 à Almagro, dans la province de Ciudad Real en Espagne. Elle oppose la cavalerie française du général de division Anne-François-Charles Trelliard à l'armée espagnole du général Pablo Morillo. L'affrontement se solde par une victoire française.

## Contexte
Le général Rowland Hill, qui commande l'armée espagnole sur les frontières du Portugal, quitte ses positions pour opérer une diversion sur Mérida. À la suite de ce mouvement, le général espagnol Pablo Morillo traverse rapidement La Serena et pénètre jusque dans la Manche à la tête de 2 000 hommes pour y lever des contributions. Une autre source fait état d'un corps de 5 000 fantassins et 500 cavaliers accompagnés de 5 pièces d'artillerie.

## Déroulement de la bataille
Le 16 janvier 1812, Morillo paraît devant Almagro et s'avance pour forcer la ville. Cependant, la résistance de la garnison, qui l'accueille à coups de fusil, donne le temps au général Anne-François-Charles Trelliard, averti de la présence de l'armée espagnole, de marcher au secours des assiégés. Son contingent se compose de 400 cavaliers avec deux pièces d'artillerie, mais il est également fait mention d'une troupe plus faible de 300 cavaliers et un canon.
Arrivée sur place au petit matin, la cavalerie française charge les Espagnols de flanc et les met en complète déroute. Les Français lancent la poursuite, si bien que les vaincus quittent précipitamment La Serena et se replient au Portugal après avoir subi de lourdes pertes.